# Carson Palmer
Pour les articles homonymes, voir Palmer.
College Football Hall of Fame 2021
(en) Statistiques sur pro-football-reference
Carson Hilton Palmer, né le 27 décembre 1979 à Fresno (Californie), est un sportif professionnel américain de football américain, ayant joué pendant 15 saisons au poste de quarterback au sein de la National Football League (NFL) pour les Bengals de Cincinnati (2003 à 2010), les Raiders d'Oakland (2011 à 2012) puis les Cardinals de l'Arizona (2013 à 2017).
Au niveau universitaire, il a joué pour les Trojans de l'université de Californie du Sud. Il se voit décerner le trophée Heisman du meilleur joueur universitaire au terme de la saison 2002 (en).

## Biographie

### Sa jeunesse
Palmer est né à Fresno en Californie. Au moment où il était en septième année, Palmer avait une taille et une force de bras remarquables pour son âge. Son père, Bill Palmer, l'inscrit à des cours privés à Orange County en Californie, où il recevra l'enseignement du quarterback Bob Johnson.
Il intègre ensuite le lycée Lycée Chrétien Santa Margarita (en) situé à Rancho Santa Margarita en Californie où il joue pour l'équipe de football américain. Alors qu'il est dans son année freshman, Palmer était tellement bon au poste de quarterback que ses équipiers arrêtaient l'entrainement juste pour le regarder jouer. Après un passage réussi comme titulaire au poste de QB dans son année junior, il reçoit des offres des équipes universitaires de USC, de Notre-Dame, de Colorado, de Miami (Floride) et de San Diego State. Il effectue une saison junior exceptionnelle et une saison senior remarquable, devenant le joueur le plus prometteur jamais sortir du lycée Santa Margarita. Au cours de son année senior, il obtient une évaluation du quarterback de 203,9. Il est nommé dans l'équipe type du pays malgré une fracture de stress au niveau de son pied droit.

### Carrière universitaire
Il effectue sa carrière universitaire avec les Trojans de l'USC. Sa meilleure saison est celle de 2002 durant laquelle il remporte le trophée Heisman et l'Orange Bowl. Durant cette saison, il a complété 309 passes pour un gain global de 3 942 yards tout en inscrivant 33 touchdowns.

### Carrière professionnelle

#### Avec lesBengals de Cincinnati
Il est drafté en NFL au 1er tour en 2003 par les Bengals de Cincinnati, au 1er choix de draft. Il ne joue pas durant sa première saison, et devient titulaire à partir de la saison 2004.
La saison 2005 est sa première saison réussie avec 3 836 yards à la passe pour 32 touchdowns (1er en NFL) et un titre de champion de division pour les Bengals avec un bilan de 11-5. Il est également nommé Joueur aérien de l'année et est sélectionné pour son premier Pro Bowl. Il est toutefois sérieusement blessé au genou durant le premier jeu du premier match de play-offs des Bengals, une blessure si grave que sa carrière semble proche de se terminer. Il réussit pourtant à se remettre et commence la saison 2006. Bien qu'il ne parvienne pas à ramener son équipe en play-offs, il réalise de nouveau une excellente saison, avec 4 035 yards, 28 touchdowns, un rating de 93.9 et une nouvelle sélection au Pro Bowl. Il y est d'ailleurs nommé MVP.
La saison 2007 est plus compliquée. Pour la première fois depuis son arrivée, les Bengals finissent une saison sur un bilan négatif (7-9), et bien qu'il batte le record de la franchise du nombre de yards lancés (4 131), il est intercepté 20 fois pour seulement 26 touchdowns. Sa saison 2008 s'arrête quant à elle prématurément après quatre matchs, à cause d'une blessure aux ligaments et tendons d'un coude, et les Bengals finissent sur un bilan de 4-11-1 sans lui.
Après ce bilan, les Bengals ne font pas partie des équipes attendues pour la saison 2009. Pourtant, après une victoire lors de la 7e semaine contre les Bears de Chicago, où Palmer complète 83 % de ses passes pour 5 touchdowns et un rating de 146.7, l'équipe atteint compte déjà 5 victoires contre 2 défaites. Finalement, il termine la saison avec son équipe sur le bilan de 10-6 et décroche son deuxième titre de Division Nord et sa deuxième qualification en play-offs. Pour son premier match complet à ce niveau, il est néanmoins tenu en échec en wild-card par les Jets de New York. Il termine la saison avec 3 094 yards, 21 touchdowns, 13 interceptions et une évaluation de 83.6, soit des statistiques bien moins bonnes qu'avant sa blessure.
Palmer se présente à la saison 2010 comme le meneur des Bengals après six saisons dans cette équipe. Pourtant, après un départ de deux victoires pour une défaite et des statistiques en légères augmentation par rapport à l'année précédente, son équipe et lui connaissent une série de dix défaites consécutives et terminent sur le bilan calamiteux de 4-12. À la fin de la saison, par l'intermédiaire de son agent, il estime que les Bengals et lui-même n'ont pas assez connu le succès pour continuer à collaborer, et il demande à être échangé durant l'inter-saison. Cette demande lui est refusée par son équipe, qui drafte pourtant le jeune Andy Dalton pour le remplacer au cas où. Après n'être pas apparu durant le camp d'entraînement de l'été, Palmer est mis sur la liste de réserve et Dalton est désigné titulaire pour la saison 2011.

#### Avec lesRaiders d'Oakland
Avec Andy Dalton titulaire, les Bengals commencent très bien la saison 2011 avec 6-2, ce qui ne les motive pas pour conserver Palmer. Profitant de la blessure de leur quarterback titulaire, Jason Campbell, il est finalement échangé aux Raiders d'Oakland le 18 octobre 2011 contre deux premiers tours de draft en 2012 et 2013, un prix fort pour un joueur qui n'a jamais eu de victoire en play-offs jusqu'ici. Il joue par la première fois avec les Raiders le 23 octobre, où il remplace Kyle Boller à la mi-temps d'un match contre les Chiefs de Kansas City, et ce malgré le fait qu'il n'avait pas encore pris connaissance du fonctionnement de l'attaque de l'équipe. Il ne complète finalement que 33 % de ses passes et lance 3 interceptions. Son premier match officiel comme titulaire a lieu deux semaines plus tard, au cours d'une défaite contre les Broncos de Denver où il lance pour 332 yards et 3 touchdowns, mais est intercepté trois fois aussi. À la fin de la saison, les Raiders sont éliminés des play-offs avec un bilan de 8-8 (dont 4-5 avec Palmer) et il termine avec des statistiques moyennes, 2 753 yards, 13 touchdowns et 16 interceptions.
Pour la saison 2012, il est nommé quarterback titulaire des Raiders. Néanmoins, il ne parvient pas à être régulier, alternant bons matchs et prestations décevantes, ne parvenant à décrocher que quatre victoires et terminant avec 4 018, 22 touchdowns et 14 interceptions. Lors de la 16e journée, il est blessé aux côtes, et est remplacé par Terrelle Pryor pour la dernière journée. Après deux saisons, son bilan avec les Raiders est de 8-15.

#### Avec lesCardinals de l'Arizona

##### Saison 2013
Le 2 avril 2013, il est échangé aux Cardinals de l'Arizona contre un sixième tour de draft 2013 et un potentiel choix en 2014. Il y signe un contrat de 2 ans pour 16 millions de $. Son entraîneur est Bruce Arians, ancien entraîneur intérimaire des Colts qui avait dirigé cette franchise pendant que l'entraîneur principal Chuck Pagano se rétablissait d'un cancer. Malgré un mauvais départ (3 victoires pour 4 défaites), Palmer mène les Cardinals à un bilan de 10 victoires pour 6 défaites mais ne parvient pas à se qualifier lors de la 17e pour les playoffs.
Palmer est classé 8e de la NFL au nombre de yards gagnés à la passe (4 274 yards - son record en carrière). Il devient également le premier joueur de l'histoire de la NFL à atteindre les 4 000 yards à la passe à trois reprises avec des équipes différentes. Lors de la 11e semaine, il est désigné meilleur joueur offensif de la semaine avec 419 yards et 2 touchdowns. Cette victoire contre les Jaguars de Jacksonville met fin à une série de 9 matchs consécutifs avec interception. Lors de la 14e semaine (victoire contre les Rams de Saint-Louis, Palmer réalise un pourcentage de passes complétées de 84,4 % ce qui constitue son record en carrière (27 passes réussies sur 32 pour un gain de 269 yards et 1 touchdown),. En 16e semaine, malgré quatre interceptions (dont deux réalisées par Richard Sherman, il parvient à battre en déplacement les Seahawks de Seattle sur le score de 17 à 10. Cette franchise n'avait plus perdu un seul match à domicile depuis deux ans.

##### Saison 2014

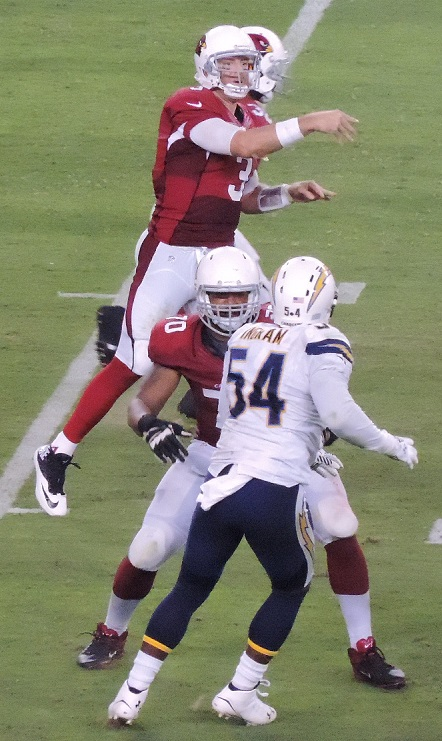
Palmer en 2014 contre les Chargers

En 1re semaine contre les Chargers de San Diego, Palmer parvient à lancer deux passes de TDs en fin de match pour décrocher la victoire. Lors de cette rencontre, il réussit sa meilleure performance à la course puisqu'il gagne 30 yards pour un first-down. Plutôt que de tenter d'éviter le S Eric Weddle, Palmer le percute. Il se blesse à la suite de cette action et manque les trois prochains matchs. Il est remplacé par QB  Drew Stanton lequel gagne contre les Giants de New York et les 49ers de San Francisco mais perd contre les Broncos de Denver. Dès son retour, Palmer gagne cinq matchs consécutifs (11 TDs pour 3 interceptions) et les Cardinals deviennent momentanément la première équipe de la conférence NFC. 
Le 7 novembre 2014, Palmer signe avec les Cardinals une extension de contrat de 3 ans pour un montant de 49,5 millions de $. 
Le 9 novembre 2014, Palmer se re-déchire les ligaments du genou contre les Rams de St. Louis. Il est placé en "injury reserve" le lendemain. Cette blessure met fin à sa saison. Palmer subi une opération chirurgicale au cours de laquelle les médecins lui retirent le tendon d'Achille de son genou qu'ils remplacent par son propre tendon rotulien. C'est Stanton qui assure au poste de QB pour le reste de la saison jusqu'à ce qu'il se blesse également au genou en décembre contre les Rams. C'est alors Ryan Lindley (en) qui assure au poste de QB. 
Les Cardinals terminent la saison avec un bilan de 11–5 et obtiennent une place en wild-card. Ils perdent contre les Panthers de la Caroline ne gagnant que 78 yards sur la rencontre. Ils peuvent néanmoins invoquer comme circonstances atténuantes qu'ils jouaient sans leurs QBs et RBs no 1 et no 2, sans leurs LLB et MLB titulaires à cause de blessures ou de suspensions.

##### Saison 2015
En 10e semaine, vers la fin du match gagné 39–32 contre les rivaux de division les Seahawks de Seattle, Palmer effectue un geste irrespectueux en direction des fans de Seattle. Pour ce geste, il sera sanctionné d'une amende de 11 576 $ par la NFL.
Palmer réalisera ce qui est considéré comme sa meilleur saison en comptabilisant 35 touchdowns pour 11 interceptions, obtenant un bilan avec son équipe de 13 victoires pour 3 défaites, remportant la division NFC West et qualifiant les Cardinals directement pour les playoffs sans tour de wild-card. 
Il sera considéré comme candidat au titre de MVP de la saison 2015 avec Tom Brady et Cam Newton. Palmer est également sélectionné pour son 3e Pro Bowl.  
Palmer établi un record de sa franchise lors du match contre les Vikings du Minnesota en 14e semaine, lançant son 31e touchdown, améliorant le record de QB Kurt Warner. C'est lors du même match que les Cardinals gagnent leur place en playoffs. En 15e semaine contre les Eagles de Philadelphie, ils s'adjugent le titre de la Division NFC West. En 16e semaine, contre les Packers, Palmer et les Cardinals s'assurent d'être exemptés du tour de wild-card se classant seconds de la Conférence NFC derrière les Panthers (15-1). 
En 16 matchs comme titulaire, Palmer établi un nouveau record de franchise avec 4 671 yards pour 35 touchdowns. 
Lors de leur premier match de playoff contre les Packers de Green Bay (NFC Divisional Round), Palmer complète 25 passes sur 41, gagnant 349 yards et inscrivant 3 TDs contre 2 interceptions. Les Cardinals remportent le match en prolongation, 26 à 20. Il s'agit de la première victoire de Palmer en playoffs. 
Les Cardinals perdent ensuite 49 à 15 la finale de conférence NFC jouée contre les Panthers de la Caroline. Palmer s'y fait intercepter à quatre reprises et y commet deux fumbles. 
C'est finalement Cam Newton qui sera désigné MVP de la saison obtenant 48 votes sur 50, Palmer et Tom Brady ne recevant qu'un seul vote chacun. Palmer sera classé 12e meilleur joueur de NFL en fin de saison.

#### Saison 2016
Le 5 août 2016, Palmer signe un contrat d'un an pour 24,35 millions de $ avec les Cardinals. Il débute comme titulaire 15 matchs de la saison 2016 mais manque le match de la 6e semaine contre les  49ers de San Francisco à cause d'une commotion cérébrale encourue lors du match précédent contre les Rams de Los Angeles. Palmer lancera pour plus de 4 000 yards pour la 6e fois de sa carrière et termine la saison avec 4 233 yards, 26 touchdowns pour 14 interceptions.

#### Saison 2017
Le 17 septembre 2017, en 12e semaine, Palmer gagne 332 yards à la passe pour 1 interception lors de la victoire 16 à 13 en prolongation contre les Colts d'Indianapolis. Durant la 7e semaine contre les Rams de Los Angeles au Twickenham Stadium, Palmer gagne 122 yards à la passe pour une interception avant de quitter le jeu à la suite d'une blessure au bras gauche. Les Cardinals perdent 33 à 0. Le diagnostic révèle que son bras gauche est cassé et qu'il sera incapable de jouer pour les huit dernières semaines. Le 26 octobre 2017, il est placé en "injured reserve" (réserviste blessé). Le 22 novembre, les Cardinals déclarent que Palmer ne jouera plus du reste de la saison. Cependant, le 1er décembre, Palmer déclare qu'il se sent plutôt prêt à rejouer.

### Retraite
Le 2 janvier 2018, Palmer annonce qu'il prend sa retraite de la NFL,. À ce moment, il occupait le 12e rang en nombre de yards gagnés à la passe (avec 46 247 yards) ainsi qu'en nombre de passes de touchdown (avec 294 TDs inscrits à la passe) des classements de l'histoire de la NFL.

## Statistiques

### Universitaires
| Année        | Équipe       | Statut       | MJ  |         | Passes   | Passes | Passes | Passes | Passes | Passes | Passes  |       | Courses | Courses | Courses | Courses |
| Année        | Équipe       | Statut       | MJ  | Tentées | Réussies | Pct.   | Yards  | TD     | Int.   | Éval.  | Tentées | Yards | Moy.    | TD      |         |         |
| 1998         | USC          | Fr.          | 13  | 235     | 130      | 55,3   | 1 755  | 07     | 06     | 122,8  | 47      | - 116 | - 2,5   | 1       |         |         |
| 1999         | USC          | So.          | 030 | 053     | 039      | 73,6   | 0 490  | 03     | 03     | 158,6  | 07      | 02    | 00,3    | 1       |         |         |
| 2000         | USC          | So.          | 120 | 415     | 228      | 54,9   | 2 914  | 16     | 18     | 118,0  | 63      | 05    | 00,1    | 2       |         |         |
| 2001         | USC          | Jr.          | 12  | 377     | 221      | 58,6   | 2 717  | 13     | 12     | 124,2  | 88      | 034   | 00,4    | 1       |         |         |
| 2002         | USC          | Sr.          | 13  | 489     | 309      | 63,2   | 3 942  | 33     | 10     | 149,1  | 50      | - 122 | - 2,4   | 4       |         |         |
| Totaux NCAA) | Totaux NCAA) | Totaux NCAA) | 53  | 1 569   | 927      | 59,1   | 11 818 | 72     | 49     | 131,2  | 255     | - 197 | - 0,8   | 9       |         |         |

### Professionnelles
| Année                     | Équipe                    | MJ  |         | Passes   | Passes | Passes | Passes | Passes | Passes | Passes  |       | Courses | Courses | Courses | Courses |     | Sacks  | Sacks |  | Fumbles | Fumbles |
| Année                     | Équipe                    | MJ  | Tentées | Réussies | Pct.   | Yards  | TD     | Int.   | Éval.  | Tentées | Yards | Moy.    | TD      | Nb.     | Yards   | Nb. | Perdus |       |  |         |         |
| 2003                      | Bengals de Cincinnati     | 0   | -       | -        | -      | -      | -      | -      | -      | -       | -     | -       | -       | -       | -       | -   | -      |       |  |         |         |
| 2004                      | Bengals de Cincinnati     | 13  | 263     | 432      | 60,9   | 2 897  | 18     | 18     | 077,3  | 18      | 47    | 2,6     | 1       | 25      | 178     | 02  | 0      |       |  |         |         |
| 2005                      | Bengals de Cincinnati     | 16  | 345     | 509      | 67,8   | 3 836  | 32     | 12     | 101,1  | 34      | 41    | 1,2     | 1       | 19      | 105     | 05  | 04     |       |  |         |         |
| 2006                      | Bengals de Cincinnati     | 16  | 324     | 520      | 62,3   | 4 035  | 28     | 13     | 093,9  | 26      | 37    | 1,4     | 0       | 36      | 233     | 15  | 13     |       |  |         |         |
| 2007                      | Bengals de Cincinnati     | 16  | 373     | 575      | 64,9   | 4 131  | 26     | 20     | 086,7  | 24      | 10    | 0,4     | 0       | 17      | 119     | 05  | 03     |       |  |         |         |
| 2008                      | Bengals de Cincinnati     | 04  | 075     | 129      | 58,1   | 0 731  | 03     | 04     | 069,0  | 06      | 38    | 6,3     | 0       | 11      | 067     | 02  | 01     |       |  |         |         |
| 2009                      | Bengals de Cincinnati     | 16  | 282     | 466      | 60,5   | 3 094  | 21     | 13     | 083,6  | 39      | 93    | 2,4     | 3       | 26      | 213     | 06  | 04     |       |  |         |         |
| 2010                      | Bengals de Cincinnati     | 16  | 362     | 586      | 61,8   | 3 970  | 26     | 20     | 082.4  | 32      | 50    | 1,6     | 0       | 26      | 201     | 07  | 04     |       |  |         |         |
| 2011                      | Raiders d'Oakland         | 10  | 199     | 328      | 60,7   | 2 753  | 13     | 16     | 080,5  | 16      | 20    | 1,3     | 1       | 17      | 119     | 02  | 01     |       |  |         |         |
| 2012                      | Raiders d'Oakland         | 15  | 345     | 565      | 61,1   | 4 018  | 22     | 14     | 085,3  | 18      | 36    | 2,0     | 1       | 26      | 199     | 07  | 05     |       |  |         |         |
| 2013                      | Cardinals de l'Arizona    | 16  | 362     | 572      | 63,3   | 4 274  | 24     | 22     | 083,9  | 27      | 03    | 0,1     | 0       | 41      | 289     | 06  | 05     |       |  |         |         |
| 2014                      | Cardinals de l'Arizona    | 06  | 224     | 141      | 62,9   | 1 626  | 11     | 03     | 095,6  | 08      | 25    | 3,1     | 0       | 09      | 059     | 03  | 01     |       |  |         |         |
| 2015                      | Cardinals de l'Arizona    | 16  | 342     | 537      | 63,7   | 4 671  | 35     | 11     | 104,6  | 25      | 24    | 1,0     | 1       | 25      | 151     | 06  | 05     |       |  |         |         |
| 2016                      | Cardinals de l'Arizona    | 15  | 364     | 597      | 61,0   | 4 233  | 26     | 14     | 087,2  | 14      | 38    | 2,7     | 0       | 40      | 281     | 14  | 08     |       |  |         |         |
| 2017                      | Cardinals de l'Arizona    | 07  | 164     | 267      | 61,4   | 1 978  | 09     | 07     | 084,4  | 14      | 12    | 0,9     | 0       | 22      | 150     | 02  | 0      |       |  |         |         |
| Totaux Cincinnati (7 ans) | Totaux Cincinnati (7 ans) | 97  | 2 024   | 3 217    | 62,3   | 22 694 | 154    | 100    | 84,9   | 179     | 298   | 2,3     | 5       | 160     | 1 116   | 42  | 31     |       |  |         |         |
| Totaux Oakland (2 ans)    | Totaux Oakland (2 ans)    | 25  | 0 544   | 0 893    | 60,9   | 06 771 | 035    | 030    | 82,9   | 034     | 056   | 1,6     | 2       | 137     | 0 930   | 9   | 6      |       |  |         |         |
| Totaux Arizona (5 ans)    | Totaux Arizona (5 ans)    | 60  | 1 456   | 2 114    | 62,4   | 16 782 | 105    | 057    | 91,1   | 088     | 102   | 1,5     | 1       | 043     | 0 318   | 31  | 19     |       |  |         |         |
| Totaux NFL                | Totaux NFL                | 182 | 3 941   | 6 347    | 62,5   | 46 247 | 294    | 187    | 87,9   | 301     | 474   | 1,6     | 8       | 340     | 2 364   | 82  | 56     |       |  |         |         |

| Année             | Équipe                 | MJ |         | Passes   | Passes | Passes | Passes | Passes | Passes | Passes  |       | Courses | Courses | Courses | Courses |     | Sacks  | Sacks |  | Fumbles | Fumbles |
| Année             | Équipe                 | MJ | Tentées | Réussies | Pct.   | Yards  | TD     | Int.   | Éval.  | Tentées | Yards | Moy.    | TD      | Nb.     | Yards   | Nb. | Perdus |       |  |         |         |
| 2005              | Bengals de Cincinnati  | 1  | 01      | 01       | 100,0  | 066    | 0      | 0      | 118,8  | 0       | 0     | 0       | 0       | 0       | 0       | 0   | 0      |       |  |         |         |
| 2009              | Bengals de Cincinnati  | 1  | 36      | 18       | 050,0  | 146    | 1      | 1      | 058,3  | 1       | 2     | 2       | 0       | 3       | 36      | 1   | 1      |       |  |         |         |
| 2015              | Cardinals de l'Arizona | 2  | 81      | 48       | 059,3  | 548    | 4      | 6      | 067,1  | 0       | 0     | 0       | 0       | 6       | 29      | 3   | 2      |       |  |         |         |
| Totaux Cincinnati | Totaux Cincinnati      | 2  | 37      | 19       | 075,0  | 212    | 1      | 1      | 088,6  | 1       | 2     | 1       | 0       | 3       | 36      | 1   | 1      |       |  |         |         |
| Totaux Arizona    | Totaux Arizona         | 2  | 81      | 48       | 059,3  | 548    | 4      | 6      | 067,1  | 0       | 0     | 0       | 0       | 6       | 29      | 3   | 2      |       |  |         |         |
| Totaux NFL        | Totaux NFL             | 4  | 118     | 67       | 069,7  | 760    | 5      | 7      | 081,4  | 1       | 2     | 0,6     | 0       | 9       | 65      | 4   | 3      |       |  |         |         |

## Palmarès et trophées

### Universitaire
- 2002 : vainqueur du trophée Heisman
- 2002 : 5e à la passe en NCAA
- 2002 : vainqueur de l'Orange Bowl

### NFL
- Sélectionné 3x au Pro Bowl : 2006, 2007, 2016 ;
- MVP du Pro Bowl 2006;
- Meneur au nombre de passes de touchdowns : 2005 ;
- Sélectionné pour la seconde équipe type All-Pro en 2015;
- Meilleur quarterback NFL de l'année (en) en 2005 ;
- Meilleur joueur NFL de l'année : 2005, 2015;
- Meilleur joueur de l'année en AFC en 2005 ;
- Meilleur réalisateur en nombre de passes de touchdowns de la NFL en 2005 ;
- Meilleur réalisateur en nombre de passes de touchdowns de l'AFC (ex aequo) en 2015 ;
- Meilleur pourcentage de passes complétées de la NFL en 2005 ;
- Meilleur réalisateur en nombre de passes complétées de l'AFC en 2005 ;
- Meilleur évaluation du quarterback de la NFL en 2015 ;
- Meilleur comeback de l'année décerné par Sporting News en 2015 ;
- Trophée Ed Block (en) en 2006.

## Records de franchises

### Chez les Bengals
- Plus grand nombre de passes complétées sur la saison : 373 (2007)[35] ;
- Plus grand nombre de passes complétées par un rookie sur 1 match : 29 (5 décembre 2004 en déplacement contre Baltimore) ;
- Plus grand nombre de passes tentées sur la saison : 586 (2010; à égalité avec Andy Dalton) ;
- Plus haut pourcentage de passes complétées en carrière (min. 200 tentatives) : 62,9 %[36] ;
- Premier quarterback des Bengals à gagner 4 000 yards à la passe sur une saison : à deux reprises, en 2006 et en 2007[35] ;
- Quarterback ayant le plus de matchs à plus de 400 yards gagnés à la passe sur une saison : 3 matchs ;
- Quarterback ayant le plus de matchs à plus de 300 yards gagnés à la passe sur une saison : 5 matchs (en 2007 - à égalité avec Boomer Esiason (1987) et avec Andy Dalton (2013)[37],[38] ;
- Plus grand nombre de passes de touchdown sur un match : 6 (le 16 septembre 2007- en déplacement contre Cleveland)[39] ;
- Plus grand nombre de matchs consécutifs avec une évaluation du quarterback supérieure à 100 : 9 matchs ;
- Plus grand nombre de dernier drive gagnant sur une saison : 5 (à égalité avec Jeff Blake).

### Chez les Cardinals
- Plus grand nombre de yards gagnés à la passe sur une saison : 4 671 yards en 2015[40] ;
- Plus grand nombre de touchdowns inscrits à la passe sur une saison : 35 en 2015[40] ;
- Plus haute évaluation du quarterback : 92 (de 2013 à 2016) ;
- Plus haute évaluation du quarterback sur une saison : 104,6 (en 2015, en 16 matchs comme titulaire)[40] ;
- Plus haute moyenne de yards par passe : 7,67 yards/passe ;
- Plus haute moyenne de yards par passe sur une saison : 8,7 yards (en 2015) ;
- Plus haute moyenne de yards par match : 279,3 ;
- Plus haute moyenne de yards à la passe par match sur une saison : 291,9 (en 2015) ;
- Plus grand nombre de saisons consécutives avec plus de 4 000 yards à la passe : 2 (2015 et 2016) ;
- Plus grand nombre de saison avec plus 4000 yards à la passe : 3 ;
- Plus grand nombre de matchs à plus de 400 yards à la passe sur la carrière : 3 (2013 à 2016) ;
- Plus grand nombre de matchs à plus de 300 yards à la passe sur la carrière : 22 (2013 à 2016) ;
- Plus grand nombre de matchs à plus de 300 yards à la passe sur une saison : 10 (en 2015) ;
- Plus grand nombre de passes interceptées en éliminatoires : 6 ;
- Plus grand nombre de passes interceptées en éliminatoires sur une saison : 6 (en 2015) ;
- Plus grand nombre de passes interceptées en élimintoires sur un match : 4 (le 24 janvier 2016 contre Caroline) ;
- Plus grand nombre de sacks subis en éliminatoires sur une saison : 6 en 2015.

## Vie privée
En 2015, le magazine Forbes estime que le revenu annuel de Palmer était de 29 millions de dollars.
Le 5 juillet 2003, Palmer épouse l'ancienne joueuse de football (soccer) des Trojans d'USC, Shaelyn, qu'il avait rencontré à l'université lors de son année freshman. Pendant l'inter-saison, ils resident à San Diego en Californie. Son frère, Jordan Palmer (en), a été son témoin lors de son mariage. Le 20 janvier 2009, son épouse donne naissance à des jumeaux, un fils prénommé Fletch et une fille prénommée Elle.
Palmer est un chrétien très pieux. Après sa première chirurgie au genou et lorsqu'il apprend que le tendon utilisé pour son genou venait d'une personne décédée, Palmer et son épouse décident de suite de modifier leurs permis de conduire afin qu'il soit indiqué qu'ils sont donneurs d'organes. Par pure coïncidence, son coéquipier Chris Henry qui avait réceptionné le ballon lors de l'action où Palmer s'était blessé, était également donneur d'organes. Après sa mort en 2009 dans un accident de voiture, plusieurs de ses organes ont été réaffectés.